# Goidhoo (atoll de Baa)
Ne doit pas être confondu avec Goidhoo.
Goidhoo (en Maldivien : ގޮއިދޫ) est une île des Maalhosmadulu du Sud.
Elle compte 543 habitants au recensement de 2014. 

## Géographie
L'île est située à 95,65 km au nord-ouest de Malé. Elle s'étend sur 2,13 km de longueur pour une largeur de 1,58 km.
Goidhu se trouve dans un petit atoll séparé avec Fulhadhoo et Fehendhoo. L'atoll de Goidhoo (également Goidu ou Goifulhafehendhu), nommé atoll de Horsburgh dans les cartes de l'Amirauté, est séparé du sud de Maalhosmadulhu par un canal de 9,7 km de large. Cet atoll est de forme ovale et petit, sa plus grande longueur étant de 16 km. Le lagon intérieur a une profondeur de 17 à 20 brasses ; il a un fond sablonneux mêlé de boue et d'argile. Contrairement aux lagons de la plupart des petits atolls des Maldives, ce lagon est exempt de patates coralliennes en son centre.
Dans les cartes de l'Amirauté, cet atoll porte le nom de James Horsburgh, un hydrographe de la Compagnie des Indes orientales.

## Histoire
Au XIXe siècle, une esclave africaine qui avait été achetée par le roi lors de son voyage du Hajj à La Mecque a été officiellement libérée de l'esclavage et s'est installée sur l'île de Goidhoo. Une maison et un puits ont été construits pour elle. Cette femme africaine s'appelait Salaamaa. Elle avait travaillé pendant des années au palais de Malé avant que le roi malade ne la libère afin d'acquérir du mérite dans l'au-delà. 